# Adam van Lintz

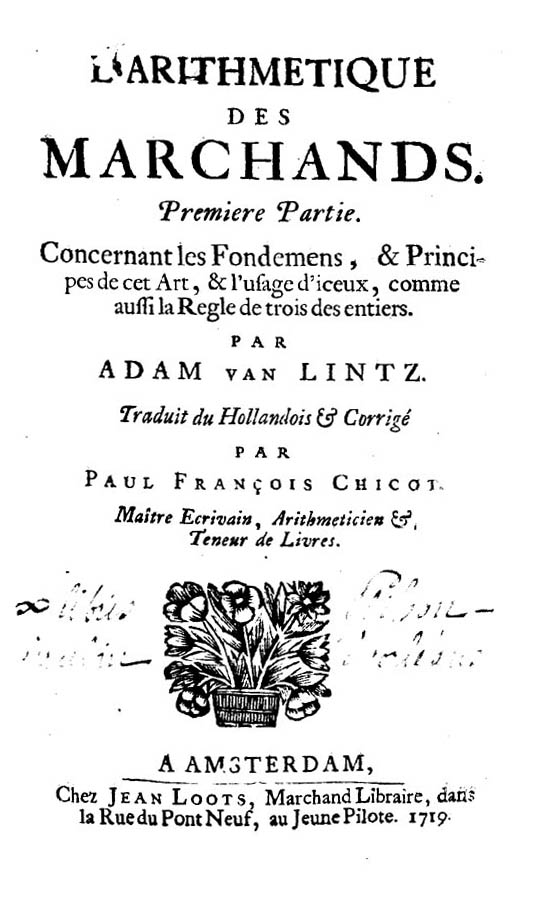
Koopmansreekeningen, Franse editie

Adam van Lintz (Amsterdam, 1635 - Amsterdam, 3 maart 1705) was een Nederlandse dichter en wiskundige. Hij dreef in zijn Amsterdamse woonhuis aan de Nieuwe Nieuwstraat 19 een schooltje in schoonschrijven, handelskennis en rekenen, dat na zijn dood werd voortgezet door zijn oud-leerling Pieter van Tunem.